# Bab Laassal

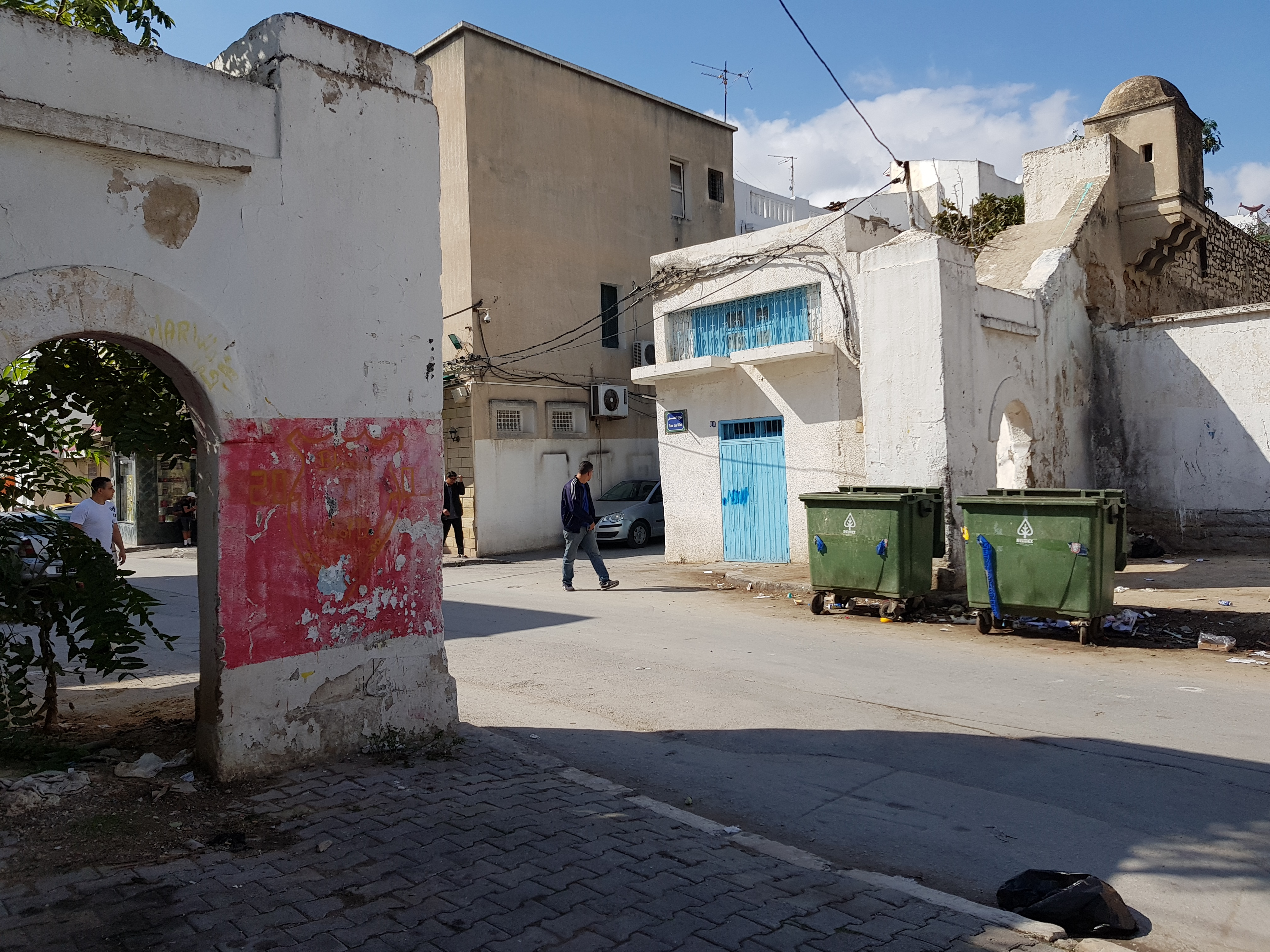
Vue de la porte en 2017.

Bab Laassal (arabe : باب العسل) ou Bab El'Assel est l'une des portes de la médina de Tunis (Tunisie).
Cette porte est créée à l'époque ottomane en même temps que Bab Sidi Kacem, Bab Sidi Abdessalem et Bab El Gorjani.
Présentant des motifs islamiques complexes sur sa façade, elle constitue l'une des cinq entrées subsistantes parmi les 24 portes originelles de Tunis.
Le nom de la porte est sujet à débat : la municipalité de Tunis indique qu'elle reçoit sous le protectorat français le nom de la riche famille Assal qui habitait à proximité alors que Hatem Bourial indique que le nom renverrait au bureau d'octroi destiné à la perception des taxes sur le miel introduit par les apiculteurs.
Dans le quartier se trouve la mosquée El Borj, dénommée aussi mosquée de Sidi Yahia.